# Barbara Couper
Barbara Couper (n. 6 ianuarie 1903, Londra, Regatul Unit al Marii Britanii și Irlandei – d. 10 ianuarie 1992, Woking, Anglia, Regatul Unit) a fost o actriță britanică de teatru, film și televiziune. Ea a debutat pe scenă în 1925 și a jucat roluri principale pe scena teatrului din Stratford în anii 1930. A apărut, de asemenea, în câteva filme de cinema și în mai multe filme de televiziune.

## Filmografie selectivă
- Heaven Is Round the Corner (1944) - dna. Trevor
- The Story of Shirley Yorke (1948) - Muriel Peach
- The Last Days of Dolwyn (1949) - Lady Dolwyn
- Dark Secret (1949) - dna. Barrington
- Paul Temple's Triumph (1950) - dna. Morgan
- Happy Go Lovely (1951) - Madame Amanda
- The Lady with the Lamp (1951) - dna. Nightingale
- The Weak and the Wicked (1954) - medicul închisorii
- Face in the Night (1957) - dna. Francis
- The Amorous Adventures of Moll Flanders (1965) - soția primarului
- The Great St Trinian's Train Robbery (1966) - Mabel Radnage
- Goodbye, Mr. Chips (1969) - dna. Paunceforth

## Legături externe
- Barbara Couper la Internet Movie Database